# Сфенкел
Сфенкел (або Сфангел; грецьк.: Σφέγκελος або Σφάγγελος) — за ромейськими джерелами, один з основних полководців Київського великого князя Святослава Ігоровича, який командував частиною руських військ під час війни 970-971 років. В «Історії» Льва Диякона названий «третім за гідністю після Сфендостлава» (другим був Ікмор), у Іоанна Скіліці він названий ім'ям Сфангел (Σφάγγελος) і «другим за гідністю».
У 971 році Сфенкел/Сфангел очолював семитисячну дружину, яка захищала Преслав, а після його падіння прорвався в Доростол до Святослава. Під час одного бою на околицях Доростола Сфангел загинув. Лев Діакон описав його загибель: « Обидві сторони хоробро билися, поперемінно витісняючи одне одного, і було незрозуміло, хто переможе. Але ось один [з воїнів], вирвавшись із фаланги ромеїв, „вбив Сфенкела, (шанувався у тавроскіфів третім після Сфендослава), доблесного, величезного зростанням чоловіка, який відважно бився в цьому бою“ . Вражені його загибеллю, тавроскіфи стали крок за кроком відступати з рівнини, прямуючи до міста».
Деякі через подібність імен та статусу його ототожнюють із воєводою Свенельдом руських літописів. Однак Свенельд брав участь у укладанні мирного договору та в подальших подіях історії Русі до 977 року, а Сфенкел, за повідомленнями ромеїв, загинув ще під час війни.